# Tintu Lukka
Tintu Lukka (* 26. April 1989 in Iritty, Kerala) ist eine ehemalige indische Mittelstreckenläuferin, die sich auf die 800-Meter-Distanz spezialisiert hat und wegen ihrer Sprintstärke auch in der 4-mal-400-Meter-Staffel eingesetzt wurde.

## Sportliche Laufbahn
Erste internationale Erfahrungen sammelte Tintu Lukka im Jahr 2008, als sie bei den Juniorenasienmeisterschaften in Jakarta in 2:08,63 min die Silbermedaille im 800-Meter-Lauf gewann und mit der indischen 4-mal-400-Meter-Staffel in 3:42,47 min die Bronzemedaille gewann. Damit qualifizierte sie sich für die Juniorenweltmeisterschaften in Bydgoszcz, bei denen sie über 800 Meter mit 2:06,51 min im Halbfinale ausschied und auch mit der Staffel mit 3:44,13 min die Finalteilnahme verpasste. Im Jahr darauf belegte sie bei den Asienmeisterschaften in Guangzhou in 2:07,61 min den sechsten Platz und 2010 vertrat sie bei Asien beim IAAF Continental Cup in Split und erreichte dort mit neuem Landesrekord von 1:59,17 min Rang vier. Anschließend belegte sie bei den Commonwealth Games in Neu-Delhi in 2:01,25 min den sechsten Platz und gewann bei den Asienspielen in Guangzhou in 2:01,36 min die Bronzemedaille hinter der Kasachin Margarita Mukaschewa und Trương Thanh Hằng aus Vietnam.
2011 holte sie bei den Asienmeisterschaften in Kōbe in 2:02,55 min Bronze über 800 m hinter Trương und Mukaschewa und gewann mit der indischen Staffel in 3:44,17 min die Silbermedaille hinter dem Team aus Japan. Bei den Weltmeisterschaften in Daegu erreichte sie das Halbfinale und schied dort mit  2:00,95 min aus. Im Jahr darauf schaffte sie die Qualifikation für die Olympischen Spiele in London und erreichte dort das Halbfinale, in dem sie mit 1:59,69 min ausschied. 2013 gewann sie bei den Asienmeisterschaften in Pune in 2:04,48 min die Bronzemedaille hinter der Chinesin Wang Chunyu und Genzeb Shumi aus Bahrain und sicherte sich mit der Staffel in 3:32,26 min die Goldmedaille. Anschließend schied sie bei den Weltmeisterschaften in Moskau mit der indischen 4-mal-400-Meter-Stafette mit 3:38,81 min im Vorlauf aus. Im Jahr darauf erreichte sie bei den Commonwealth Games in Glasgow über 800 m das Halbfinale und schied dort mit 2:03,35 min aus, während sie mit der indischen Mannschaft im Finale der 4-mal-400-Meter-Staffel disqualifiziert wurde. Beim Continentalcup in Marrakesch wurde sie in 2:03,13 min Achte über 800 m. Anschließend siegte sie bei den Asienspielen im südkoreanischen Incheon in 3:28,68 min mit der Staffel und gewann über 800 Meter in 1:59,19 min die Silbermedaille hinter der Kasachin Mukaschewa. Daraufhin wurde sie mit dem Arjuna Award für ihre Erfolge ausgezeichnet.
2015 siegte sie bei den Asienmeisterschaften in Wuhan in 2:01,53 min über 800 m und holte in 3:33,81 min Silber in der 4-mal-400-Meter-Staffel hinter dem Team aus China. Damit qualifizierte sie sich erneut für die Weltmeisterschaften in Peking, bei denen sie im Einzelbewerb mit 2:00,95 min in der ersten Runde ausschied und auch mit der Staffel mit 3:29,08 min den Finaleinzug verpasste. Im Jahr darauf nahm sie an den Olympischen Spielen in Rio de Janeiro teil, schied dort aber über 800 Meter mit 2:00,58 min im Vorlauf aus und wurde mit der Staffel disqualifiziert. 2017 erreichte sie bei den Asienmeisterschaften in Bhubaneswar das Finale, konnte dort ihren Lauf aber nicht beenden, woraufhin sie ihre aktive sportliche Karriere im Alter von 28 Jahren beendete.
In den Jahren 2009 und 2010 sowie 2012, 2013 und 2015 wurde Lukka indische Meisterin über 800 Meter sowie 2010 auch im 400-Meter-Lauf.

## Persönliche Bestzeiten
- 400 Meter: 53,22 s, 8. Juni 2014 in Lucknow
- 800 Meter: 1:59,17 min, 4. September 2010 in Split (indischer Rekord)